# Martiniano (praefectus urbi)
Martiniano (in latino Martinianus; fl. 358-378) è stato un funzionario romano.

## Biografia
Nativo della Cappadocia, la sua carriera è nota grazie ad alcuni dei 14 epitaffi che Gregorio Nazianzeno compose per lui.
Fu consularis della Sicilia (prima del 358), vicarius della provincia della diocesi d'Africa (358), infine praefectus urbi di Roma (9 marzo 378).
Ricevette una lettera dal suo conterraneo Basilio Magno, nel 371 circa, che gli chiedeva aiuto per Cesarea in Cappadocia; all'epoca di questa lettera sembra fosse pagano, ma potrebbe essere divenuto cristiano prima della sua morte, come attestato dagli epitaffi di Gregorio.